# Munds Park
Munds Park ist ein Census-designated place im Coconino County im US-Bundesstaat Arizona. Das U.S. Census Bureau hat bei der Volkszählung 2020 eine Einwohnerzahl von 1.096 auf einer Fläche von 57,8 km² ermittelt. 
Munds Park liegt an der Interstate 17 im Coconino National Forest. Im Dorf liegt der Pinewood Country Club.